# Mickaël Gelabale
Mickaël Gelabale (* 22. Mai 1983 in Pointe-Noire, Guadeloupe) ist ein französischer Basketballspieler.

## Karriere
Gelabale begann in seiner Heimat, dem französischen Überseegebiet Guadeloupe, mit dem Basketballsport. Zu seinen Mannschaftskollegen in der Jugend gehörte Ronny Turiaf. 1999 wechselte er in die Nachwuchsabteilung von Cholet Basket, in der Saison 2001/02 gab er seinen Einstand in Cholets Herrenmannschaft in der ersten französischen Liga. Im Spieljahr 2003/04 erzielte er für Cholet 10,4 Punkte und 4,6 Rebounds pro Begegnung und wurde anschließend von Real Madrid verpflichtet.
Nachdem er mit Real Madrid 2005 die spanische Meisterschaft gewonnen hatte, wurde Gelabale im anschließenden NBA-Draft von den Seattle SuperSonics ausgewählt. Im Spätsommer 2005 gewann er mit der französischen Nationalmannschaft zudem die Bronzemedaille bei der Europameisterschaftsendrunde. Er blieb noch ein Jahr in Madrid und wechselte erst nach der Basketball-Weltmeisterschaft 2006 in Japan, wo er mit Frankreich im Viertelfinale gegen den späteren Vizeweltmeister Griechenland ausschied und am Ende den fünften Platz belegte, in die NBA.
Bei den Sonics in der NBA kam er in den folgenden beiden Spielzeiten nicht über die Rolle eines Ergänzungsspielers hinaus und wurde zwischenzeitlich im Februar 2008 in die unterklassige NBA D-League abgegeben. Nach seiner Rückkehr zu den Sonics zog sich Gelabale im März 2008 einen Kreuzbandriss im rechten Knie zu.
Nach einem Comebackversuch im März 2009 in der D-League in Los Angeles verließ Gelabale schließlich die Vereinigten Staaten und kehrte zu Cholet Basket zurück, wo er seine Profikarriere begonnen hatte. Mit diesem Verein gewann er die französische Meisterschaft, wobei er zum wertvollsten Spieler (MVP) des Finalspiels gewählt wurde. Nach einer enttäuschend verlaufenden WM 2010, wo man im Achtelfinale gegen den Gastgeber Türkei ausschied, folgte ein Wechsel zum Ligakonkurrenten und Rekordmeister ASVEL aus Villeurbanne, wo er als französischer MVP der Spielzeit 2010/11 in der LNB Pro A ausgezeichnet wurde. ASVEL selbst schied aber in den Halbfinal-Play-offs um die französische Meisterschaft aus.
Vor der Europameisterschaft 2011 unterschrieb Gelabale einen Vertrag beim belgischen Meister Spirou BC Charleroi. Nach einer Knöchelverletzung bei der EM-Endrunde, bei der er mit der französischen Nationalmannschaft die Silbermedaille gewann, wurde er aber nicht rechtzeitig fit, so dass der Vertrag mit dem an der EuroLeague 2011/12 teilnehmenden Verein aufgelöst wurde. Im Dezember 2011 unterschrieb er dann einen Vertrag beim russischen Vizemeister BK Chimki, mit dem er 2012 den ULEB Eurocup gewann.
Nach weiteren Stationen bei KK Cedevita und Valencia BC unterschrieb er im Januar 2013 einen Vertrag bei den Minnesota Timberwolves, für die er bis Saisonende aktiv war. Anschließend kehrte Gelabale zu Chimki zurück. Im September 2013 wurde Gelabale mit Frankreich erstmals Europameister.
2014 ging er nach Frankreich zurück und spielte in den Folgejahren für unterschiedliche Vereine. Mit Limoges CSP, dem er sich im Januar 2015 angeschlossen hatte, wurde er 2015 französischer Meister. Ende Juni 2016 beendete er seine Nationalmannschaftskarriere. Er bestritt 147 A-Länderspiele für Frankreich.
Im April 2023 erlitt Gelabale als Spieler des Zweitligisten Élan Sportif Chalonnais im Training einen Schlaganfall. Nach mehrtägiger Behandlung im Krankenhaus wurde er nach Hause entlassen. Gelabale konnte bis zum Ende des Spieljahres 2022/23 nicht mehr auf dem Feld ins Geschehen eingreifen, wirkte aber außerhalb unterstützend am Aufstieg in die erste Liga mit. Im Sommer 2023 wurde sein Vertrag von Élan Sportif Chalonnais nicht verlängert.